# Osmaston (Derbyshire Dales)
Osmaston – wieś i civil parish w Anglii, w hrabstwie Derbyshire, w dystrykcie Derbyshire Dales. Leży 17 km na północny zachód od miasta Derby i 197 km na północny zachód od Londynu. W 2011 roku civil parish liczyła 140 mieszkańców. Osmaston jest wspomniana w Domesday Book (1086) jako Osmundestune.